# Derecho agrario
El derecho agrario es "el orden jurídico que rige las relaciones sociales y económicas, que surgen entre los sujetos intervinientes en la actividad agraria. La expresión derecho agrario implica, la conjunción de dos conceptos fundamentales: el de derecho y el de agrario. Por derecho se entiende a todo orden normativo y coactivo, tendiente a regular la conducta humana dentro del grupo social, y agrario significa la tierra con aptitud productiva y a toda actividad vinculada con la producción agropecuaria.

## Política agraria
La política agraria es muy compleja debido a la necesidad de equilibrar la ecología, las necesidades del país y los problemas sociales de quienes viven del campo, por lo que la agricultura es un tema clave en la lucha por la justicia global. 
A pesar de existir un exceso de comida en los mercados mundiales, que hace que los precios caigan de forma continuada, aún no se ha resuelto el problema del hambre en el mundo. La rápida pérdida de tierras cultivables y la disminución de la cantidad de agua dulce disponible, de la que un 70% se utiliza para la agricultura, son hoy una de las principales causas de la pobreza. La lucha contra el hambre que sufren 800 millones de seres humanos no es posible sin una profunda reforma de la política agraria global.
Los países ricos protegen a sus agricultores, bien a través de subvenciones a la producción, bien a través de fuertes aranceles a los productos extranjeros. Esto causa que los agricultores de países pobres se vean incapaces de competir en igualdad, por lo que actualmente existe una gran oposición por parte de muchos sectores a estos apoyos.
Las patentes otorgadas a las compañías que desarrollan nuevos tipos de semillas por ingeniería genética han permitido que se licencien a los agricultores las semillas de forma muy similar a la utilizada para licenciar software. Esto ha cambiado la balanza de poder en favor de los fabricantes de semillas, que pueden ahora dictar términos y condiciones antes imposibles. 
Debido a que si el agricultor no accede a las demandas de la compañía, esta no le vende la semilla. Esto ha hecho que muchos les acusen de biopiratería, ya que muchas de estas empresas se dedican a investigar las propiedades de las plantas, partiendo de conocimientos milenarios. Dándose la paradoja de que al patentar estos conocimientos, obligando a los pueblos de los que han aprendido dicho conocimiento, a pagarles por su uso.

## Agricultura y medio ambiente
La agricultura tiene un gran impacto en el medio ambiente. En los últimos años, algunos aspectos de la agricultura intensiva a nivel industrial han sido cada vez más polémicos. La creciente influencia de las grandes compañías productoras de semillas y productos químicos y las procesadoras de comida preocupan cada vez más tanto a los agricultores como al público en general. 
El efecto desastroso sobre el entorno de la agricultura intensiva, han causado que varias áreas anteriormente fértiles hayan dejado de serlo por completo, como ocurrió en tiempos con Oriente Medio, antaño la tierra de cultivo más fértil del mundo y ahora un desierto.